# Деларю Михайло Данилович
Михайло Данилович Деларю (1867—1912) — депутат Державної думи І скликання від Харківської губернії .

## Біографія

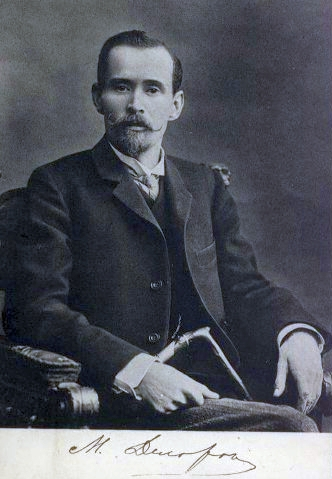
М. Д. Деларю, 1906

Прізвище має французьке походження. Дворянин, православний. Землевласник.
Закінчив Харківське реальне училище та Харківський технологічний інститут зі званням інженера-технолога. З 1895 року член Харківської губернської земської управи. Голосний Вовчанського та Зміївського повітових та Харківських губернських земських зборів. Член повітової та губернської училищних рад. У 1904-1905 брав участь у з'їздах земських та міських діячів. 
27 березня 1906 р. обраний до Державної думи І скликання від загального складу виборщиків Харківських губернських виборчих зборів. Входив до Конституційно-демократичної фракції, але не підтримував вимогу про примусове відчуження приватновласницьких земель. Член Комісії з виконання державного розпису доходів та витрат. Усього Деларю підписав 8 запитів уряду. У тому числі у трьох запитах він вимагав амністії та скасування страти, яку виносили військові суди. Разом з М. М. Ковалевським підписав запит про незаконність урядової декларації від 20 червня 1906 р., яка викладала принципи аграрної реформи, які суперечать пропозиціям Думи. Спільно Г.М.Лінтварьовим та Й.О.Оранським виступив із заявою про перешкоди, які є у спілкуванні виборців зі своїми депутатами. Деларю також підписав запит М. М. Ковалевського міністру внутрішніх справ та військовому міністру про напад козаків кількох станиць на інгушський аул Яндирка (нині село Яндаре, Республіка Інгушетія ) на основі телеграми від уповноважених інгушського народу.
10 липня 1906 року у Виборзі підписав «Виборзьку відозву». На процесі у справі про «Виборзьке звернення» єдиний із харківських депутатів-"виборжців" дав свідчення. Він був змушений заявити, що його бажання порушити протест проти розпуску Думи було «недоцільним». Був засуджений, як і інші учасники процесу, за ст. 129, ч. 1, п. п. 51 і 3 Кримінального Уложення, засуджений до 3 місяців в'язниці та позбавлений права обрання. Після тримісячного ув'язнення у в'язниці відсторонений від будь-якої громадської діяльності та від земської справи.
Помер у 1912 році.